# بقجة (عفرين)
بقجة قرية سوريّة تتبع إداريّاً لمحافظة حلب منطقة عفرين ناحية مركز بلبل، بلغ تعداد سكانها 75 نسمة حسب التعداد السكاني لعام 2004.